# سوجورنر تروث

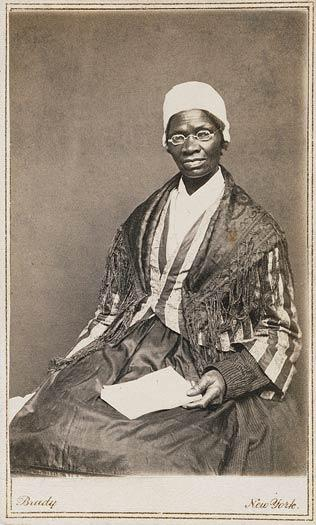
سوجورنر تروث

سوجورنر تروث (Sojourner Truth؛ 1797 - 1883)، التي عرفت سابقاً باسم إيزابلا بومفري (Isabella Baumfree)، امرأة كانت من العبيد في الولايات المتحدة. كانت ناشطة في مجال حقوق المرأة، ومؤيدة بشدة لإبطال الاسترقاق. ولدت في سوارتركيل (ريفتون اليوم) بولاية نيويورك.
ولدت في عام 1797 كواحدة من الرقيق. تم بيعها لشخص يدعى نيلي الذي اغتصبها وضربها بشكل يومي. في عام 1815 التقت تروث بأحد العبيد ويدعى روبرت من المزرعة المجاورة وأحبته. اعترض مالك روبرت على هذه العلاقة وقام بضرب روبرت بشكل قاس، ولم يلق روبرت مرة أخرى مع تروث. في عام 1817 أجبرت تروث بواسطة مالكها في ذلك الوقت (دومونت) على الزواج من عبد كبير في السن يدعى توماس وأنجبت منه عدة أبناء. في عام 1826 هربت تروث مع ابنتها الرضيعة «سوفيا» بحثاً عن الحرية. في عام 1839 حصل ابن تروث «بيتر» على وظيفة كصائد للحيتان.
في 1 يونيو 1843 غيرت تروث اسمها إلى «سوجورنر تروث» وقد قالت لأصحابها «إن الروح تناديني فعلي الذهاب». بعد انتقالها إلى ماساتشوستس التقت بويليام لويد جاريسون، وفردريك دوجلاس، وديفيد رجلز. بدأت تروث بعدها بملأ مذكراتها لأحد أصدقائها «أولايف جيلبرت»، وفي عام 1850 نشر ويليام لويد جاريسون كتاب لها وهو «قصة سوجورنر تروث: واحدة من عبيد الشمال» بشكل سري. في العقد التالي ألقت تروث العديد من الخطب أمام مئات من الناس. بين عامي 1851 و1853 تجولت تروث مع ماريوس روبينسون حول ولاية أوهايو لإلقاء الخطب. من أشهر خطبها «ألست أنا امرأة؟» (بالإنجليزية: Ain't I a Woman) التي ألقتها في عام 1851 في مؤتمر أوهايو لحقوق المرأة بأكرون. في عام 1857 باعت تروث منزلها في نورثامبتون واشترت منزلاً في هارمونيا بولاية ميشيجان. خلال الحرب الأهلية ساعدت تروث جيش التوحيد (Union Army) على تجنيد السود. توفيت في 26 نوفمبر 1883 في باتل كريك بولاية ميشيجان.

## الحرية
بدأت ولاية نيويورك في عام 1799 بتشريع إلغاء العبودية، على الرغم من أن عملية تحرير هؤلاء الأشخاص المستعبدين في نيويورك لم تكتمل حتى 4 يوليو/ تموز من عام 1827. وعد دومونت بمنح تروث حريتها قبل عام من تحرير الدولة «إذا كانت ستعمل بشكل جيد وتكون مخلصة». ومع ذلك، غيّر رأيه مدعيًا أن إصابة اليد جعلتها أقل إنتاجية؛ كانت غاضبة لكنها استمرت في العمل حيث كانت تغزل 100 رطل من الصوف لإرضاء شعورها بالالتزام تجاهه.
هربت تروث في أواخر عام 1826 مع ابنتها الرضيعة صوفيا، ولكن كان عليها أن تترك أطفالها الآخرين وراءها لأنّ القانون لم يسمح لهم بذلك، إذ خدموا طوال العشرينيات من العمر.
وجدت تروث طريقها إلى منزل إسحاق وماريا فان واجينين في نيو بلاتز التي استضافتها هي وطفلتها. عرض إسحاق شراء خدماتها للفترة المتبقية من العام (حتى أصبح تحرير الولاية ساري المفعول)، وهو ما قبله دومونت مقابل 20 دولار. عاشت تروث هناك حتى تمت الموافقة على قانون تحرير ولاية نيويورك بعد عام.
علمت لجنة تقصي الحقائق أن ابنها بيتر الذي كان عمره آنذاك خمس سنوات، قد باعه دومونت بطريقة غير قانونية إلى مالك في ولاية ألاباما. رفعت تروث قضية استعباد ابنها إلى المحكمة بمساعدة فان واجينين، لتسترد ابنها بعد عدة شهور من الإجراءات القانونية في عام 1828. كانت تروث أحد أوائل النساء السود اللاتي ينجحن في مقاضاتهن لرجلٍ أبيض.
حظيت تروث بتجربة دينية غيرت حياتها أثناء إقامتها مع فان واجينين لتصبح بذلك مسيحية متدينة. وانتقلت مع ابنها بيتر بعد نيلهما الحرية الكاملة إلى مدينة نيويورك في عام 1829 حيث عملت مدبرة منزل لإيليجاه بيرسون، وهو مبشر مسيحي. أصبحت أثناء وجودها في نيويورك صديقة لماري سيمبسون وهي بقالة في جون ستريت ادعت أنها كانت مستعبدة من قبل جورج واشنطن. تقاسمتا الاهتمام في العمل الخيري للفقراء وأصبحتا بذلك صديقتين مقربتين. قابلت تروث في عام 1832روبرت ماثيوز المعروف أيضًا باسم النبي ماتياس، وذهبت للعمل معه كمدبرة منزل في مستعمرة مملكة ماتياس الجماعية. توفي إيليجاه بيرسون، واتُهم روبرت ماثيوز وتروث بسرقته وتسميمه. بُرِّئ كلاهما من جريمة القتل، ومع ذلك تمت إدانة ماثيوس بارتكاب جرائم أقل، إذ خدم وقضى بعض الوقت ثم انتقل غربًا.
حصل بيتر -ابن تروث- في عام 1839 على وظيفة على متن سفينة صيد حيتان في منطقة تسمى نانتوكيت. تلقت تروث من 1840 إلى 1841 ثلاث رسائل منه، رغم أنه في رسالته الثالثة أخبرها أنه أرسل خمس رسائل. قال بيتر إنه لم يتلق أيًا من رسائلها. عندما عادت السفينة إلى الميناء في عام 1842، لم يكن بيتر على متن السفينة ولم تسمع تروث عنه مطلقًا.

## نتيجة الحرية
كان عام 1843 نقطة تحول لبومفري، ففيه أصبحت ميثودية، وفي 1 يونيو/ حزيران غيرت اسمها إلى سوجورنر تروث. أخبرت أصدقاءها: «الروح تدعوني، ويجب أن أذهب»، وتركتهم لتذهب في طريقها للدعوة إلى إلغاء العبودية. في ذلك الوقت، بدأت تروث في حضور اجتماعات معسكر ميلريت السبتي. ومع ذلك، لم يستمر هذا بسبب فشل ظهور اليسوع في عام 1843 وعام 1844. 
انضمت تروث في عام 1844 إلى جمعية نورثامبتون للتعليم والصناعة في نورثهامبتون- ماساتشوستس، حيث تأسست من قبل مؤيدي إلغاء العبودية وداعمي حقوق المرأة والتسامح الديني والمسالمة. ضمّت هذه المنظمة خلال أربع سنوات ونصف ما مجموعه 240 عضوًا، ومع ذلك لم يجتمع أكثر من 120 شخصًا منهم في نفس الوقت. عاش هؤلاء الأشخاص على مساحة 470 فدانًا (1.9 كيلومتر مربع)، حيث كانوا يربون الماشية ويديرون المنشرة والطاحونة ومصنع حرير. التقت تروث أثناء وجودها هناك بوليام لويد جاريسون وفريدريك دوجلاس وديفيد روجليس. انحلّت الجمعية في عام 1846؛ حينها كانت غير قادرة على إعالة نفسها. انضمت تروث في عام 1845 إلى منزل جورج بنسون، وهو صهر ويليام لويد جاريسون، وزارت في عام 1849 جون دومونت قبل أن ينتقل غربًا.
بدأت تروث في إملاء مذكراتها على صديقها أوليف جيلبرت، ليقوم ويليام لويد جاريسون في عام 1850 بنشر قصتها بكتاب يحمل اسم «قصة سوجورنر تروث: عبدة شمالية». اشترت تروث في نفس العام منزلاً في قرية فلورنس -حاليًا- في نورثامبتون مقابل 300 دولار، وتحدثت في المؤتمر الوطني الأول لحقوق المرأة في وورسيستر- ماساتشوستس. سددت في عام 1854 الرهن العقاري -الذي عقده صديقها صموئيل هيل- من عائدات مبيعات الكتاب، ومن بطاقات كُتِبَ عليها: «أنا أبيع الظل لدعم المادة».

## الموت والإرث

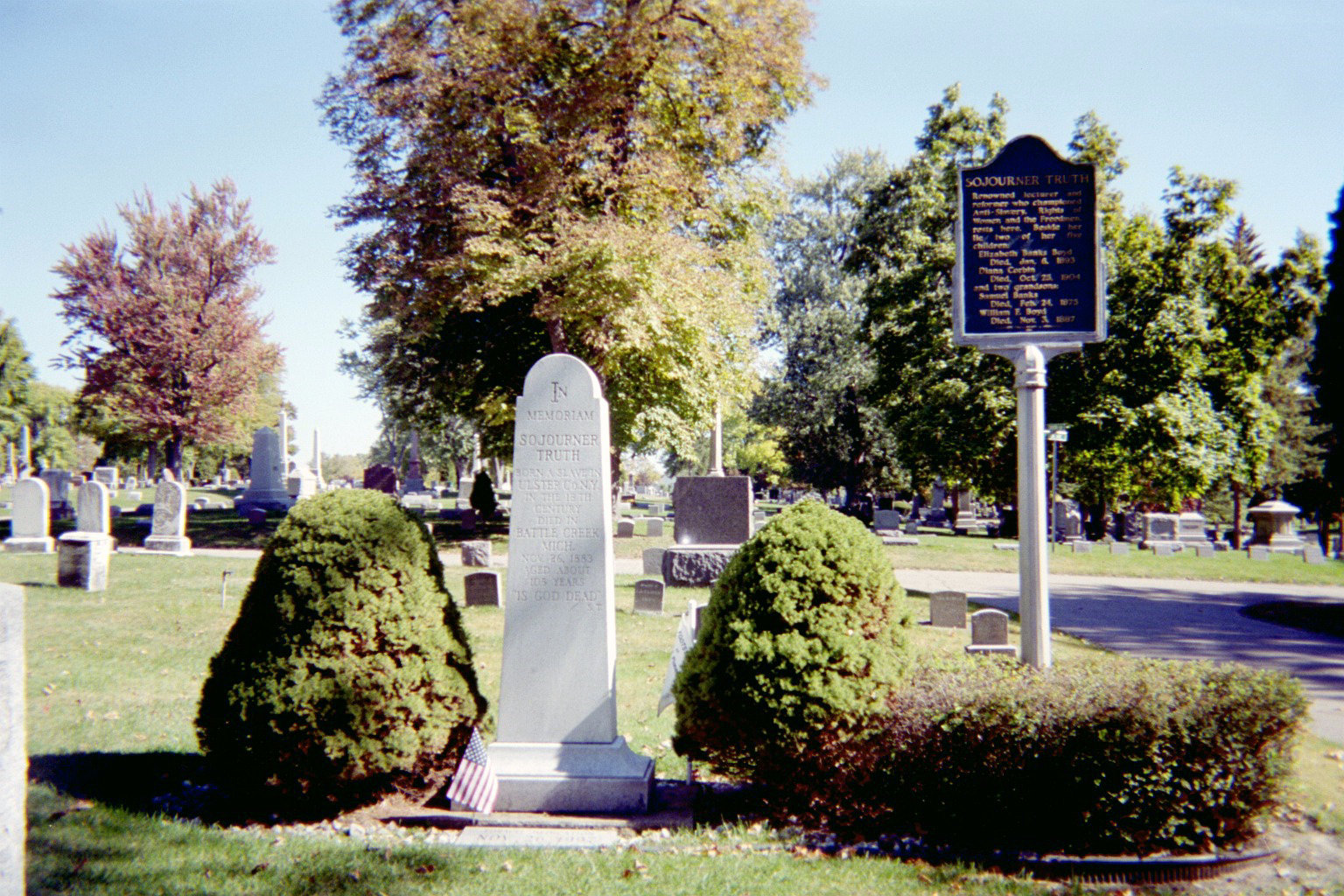
شاهد قبر سوجورنر تروث في مقبرة أوك هيل، باتل كريك، في ميشيغان

قبل عدة أيام من وفاة تروث جاء مراسل من صحيفة غراند رابيدس إيجل لمقابلتها: «كان وجهها هزيلًا مسلولًا، ويبدو أنها كانت تعاني آلامًا شديدةً. كانت عيناها مشرقتين ويقظة للغاية رغم صعوبة الحديث عليها». توفيت تروث في منزلها في باتل كريك في 26 نوفمبر/ تشرين الثاني من عام 1883. أقيمت جنازتها في 28 نوفمبر/ تشرين الثاني في الكنيسة المشيخية برعاية القس ريد ستيوارت. قام بعض المواطنين البارزين في باتل كريك بحمل النعش إلى مقبرة أوك هيل بالمدينة حيث دُفِنَت تروث.
يتذكر تقويم قديسي الكنيسة الأسقفية سوجورنر تروث سنويًا إلى جانب إليزابيث كادي ستانتون وأميليا بلومر وهارييت روس توبمان في 20 يوليو/ تموز من كل عام. يتذكر جدول قديسي الكنيسة اللوثرية سوجورنر تروث مع هارييت توبمان في 10 مارس/ آذار.
كرّمت تينا آلن سوجورنر تروث بتمثال لها صُنِعَ في عام 1999 بمناسبة الذكرى المئوية الثانية لميلادها؛ يقيس هذا التمثال البرونزي 12 قدم طولًا، وهو موجود في متنزه باتل كريك التذكاري. يوجد أيضًا تمثال لسوجورنر تروث في فلورنس- ماساتشوستس، وكذلك تمثال برونزي آخر في حرم جامعة كاليفورنيا بسان دييغو للفنان مانويليتا براون.
أعلنت وزارة الخزانة الأمريكية في عام 2016 أن صورة تروث ستظهر على ظهر فاتورة بقيمة 10 دولارات صُممت حديثًا إلى جانب عدة أعلام من النساء الأخريات. سيتم الكشف عن التصميمات الخاصة بفواتير بقيمة 5 دولارات و10 دولارات و20 دولار في عام 2020 بالتزامن مع الذكرى المئة لفوز النساء الأمريكيات بالحق في التصويت عبر التعديل التاسع عشر لدستور الولايات المتحدة.
أعلن وزير البحرية الأمريكي راي مابوس في 19 سبتمبر/ أيلول من عام 2018 عن تسمية السفينة الأخيرة من عقد بناء مكون من ست وحدات باسمها. ستكون هذه السفينة جزءًا من أحدث صنف من طراز جون لويس من بواخر أسطول النفط الذي سُمِّيَ على اسم أبطال حقوق الإنسان والمدنيين الأمريكيين؛ لا تزال هذه البواخر قيد الإنشاء حاليًا في جنرال دايناميكس ناسكو في سان دييغو- كاليفورنيا.

## وصلات خارجية
- سوجورنر تروث على موقع الموسوعة البريطانية (الإنجليزية)
- سوجورنر تروث على موقع إن إن دي بي (الإنجليزية)
- سوجورنر تروث على موقع ديسكوغز (الإنجليزية)

- سوجورنر تروث ناشطة في مكافحة الرق، ومدافعة عن حقوق المرأة. من موقع وزارة الخارجية الأمريكية